# Левин, Александр Михайлович (игрок в мини-футбол)
Александр Михайлович Левин (22 марта 1978, Москва, СССР) — российский игрок в мини-футбол, нападающий. Выступал за сборную России по мини-футболу.

## Биография
Воспитанник футбольной школы «Торпедо». В мини-футболе дебютировал за «Чертаново» в Высшей лиге. Впоследствии он играл три сезона за «Интеко» (затем переименованном в «Динамо-23»): два в Первой лиге, а затем, добившись повышения в классе, один в Высшей лиге. В 2002 году перешёл в московскую «Дину», за которую играл на протяжении семи сезонов. В 2009 году подписал контракт с «Динамо-2», однако через полгода соглашение было разорвано по обоюдному согласию, и Левин перешёл в клуб Высшей лиги (с 2002 года — второго по силе российского дивизиона) КПРФ.
Сыграл 15 матчей и забил 7 мячей за сборную России по мини-футболу. Он входил в состав россиян на чемпионат Европы 2005 года, где россияне выиграли серебро. В активе Левина гол в полуфинале в ворота итальянцев.

## Достижения
- Серебряный призёр чемпионата Европы по мини-футболу 2005